# Камо грядеши? (фильм, 1913)
«Quo vadis?» — итальянский чёрно-белый немой художественный кинофильм, вышедший на экраны в 1913 году.
Первая полнометражная экранизация одноимённого романа «Камо грядеши» польского писателя Генрика Сенкевича.
Премьера состоялась 9 мая 1913 года во Франции.

## Сюжет
Действие фильма разворачивается во время правления римского императора Нерона (64-68 годы). На экране изображена жизнь первых христиан римской общины и первые гонения на христиан в Римской империи.
Снятый в 1913 году фильм «Quo Vadis?» («Камо грядеши»?) принёс мировую известность режиссёру Энрико Гуаццони. С огромным успехом демонстрировался в Англии, Германии, России, США и других странах.

## В ролях
- Амлето Новелли — Марк Виниций
- Густаво Серена — Петроний
- Леа Джунки — Лигия
- Бруно Кастеллани — Урс
- Карло Каттанео — Нерон
- Амелия Каттанео — Эврика
- Ольга Брандини — Помпония
- Чезаре Мольтрони — Тигеллин
- Джованни Джицци — апостол Павел